# Dolichomitus
Dolichomitus is een geslacht van insecten uit de orde vliesvleugeligen (Hymenoptera) en de familie Ichneumonidae.

## Soorten
- D. aciculatus (Hellen, 1915)
- D. agnoscendus (Roman, 1939)
- D. atratus (Rudow, 1881)
- D. birnovensis (Constantineanu & Pisica, 1970)
- D. cephalotes (Holmgren, 1860)
- D. cognator (Thunberg, 1822)
- D. crassiceps (Thomson, 1877)
- D. curticornis (Perkins, 1943)
- D. diversicostae (Perkins, 1943)
- D. dobrogensis Constantineanu & Pisica, 1970
- D. dux (Tschek, 1869)
- D. imperator (Kriechbaumer, 1854)
- D. kriechbaumeri (Schulz, 1906)
- D. lateralis (Wollaston, 1858)
- D. mesocentrus (Gravenhorst, 1829)
- D. messor (Gravenhorst, 1829)
- D. mordator (Aubert, 1965)
- D. nitidus (Haupt, 1954)
- D. populneus (Ratzeburg, 1848)
- D. pterelas (Say, 1829)
- D. scutellaris (Thomson, 1877)
- D. sericeus (Hartig, 1847)
- D. speciosus (Hellen, 1915)
- D. terebrans (Ratzeburg, 1844)
- D. tuberculatus (Geoffroy, 1785)